# Rajecká Lesná
Rajecká Lesná és un poble i municipi d'Eslovàquia que es troba a la regió de Žilina, al centre-nord del país.

## Història
La primera menció escrita de la vila es remunta al 1413.

## Demografia
| Godina             | 1994 | 2004   | 2014   | 2024   |
| ------------------ | ---- | ------ | ------ | ------ |
| Nombre de persones | 1280 | 1300   | 1219   | 1192   |
| Diferència         |      | +1,56% | −6,23% | −2,21% |

| Godina             | 2023 | 2024   |
| ------------------ | ---- | ------ |
| Nombre de persones | 1212 | 1192   |
| Diferència         |      | −1,65% |